# Tanacetum trifoliolatum
Tanacetum trifoliolatum — вид рослин з роду пижмо (Tanacetum) й родини айстрових (Asteraceae).

## Опис
Чагарникова основа. Язичкові квітки білі. Дискові квітки жовті.

## Середовище проживання
Поширений у північно-західному Ірані. Населяє напівпосушливі ґрунтові пагорби.